# Roucheria
Roucheria là một chi thực vật có hoa trong họ Linaceae.

## Loài
Chi Roucheria gồm các loài: